# Roman Mann
Roman Wilhelm Mann (* 19. Oktober 1911 in Lemberg, Österreich-Ungarn; † 11. März 1960 in Zakopane, Polen) war ein polnischer Filmarchitekt, Architekt, Maler, Zeichner und Hochschullehrer.

## Leben
Roman Wilhelm Mann war der Sohn von Wilhelm und Emilia Mann (geb. Quest) und wurde 1911 in Lemberg geboren, einer damals mehrheitlich polnischsprachigen Stadt, die bis 1918 zu Österreich-Ungarn gehörte. Er war der jüngere Bruder des Malers und Grafikers Kasimir Mann sowie des Biochemikers Thaddeus Mann, sein Onkel war der Opernsänger Josef Mann.
Roman Mann studierte von 1930 bis 1935 Architektur an der Technischen Hochschule in Lemberg. Während seines Studiums fertigte er Bühnenbilder für Ausstellungen an. Im Jahr 1938 vervollständigte er sein Studium, indem er Innenarchitektur und Bühnenbild an der Kunstgewerbeschule in Wien studierte. In jenem Jahr entwarf er das Kurhotel in Krynica samt Innenausstattung. Zwischen 1939 und 1944 war er Dozent an der Schule für Gewerbekunst in Lemberg, von 1945 bis 1946 war er Direktor der Abteilung für Schmiedekunst in der staatlichen Schule für Holz im Kunstgewerbe in Zakopane. 

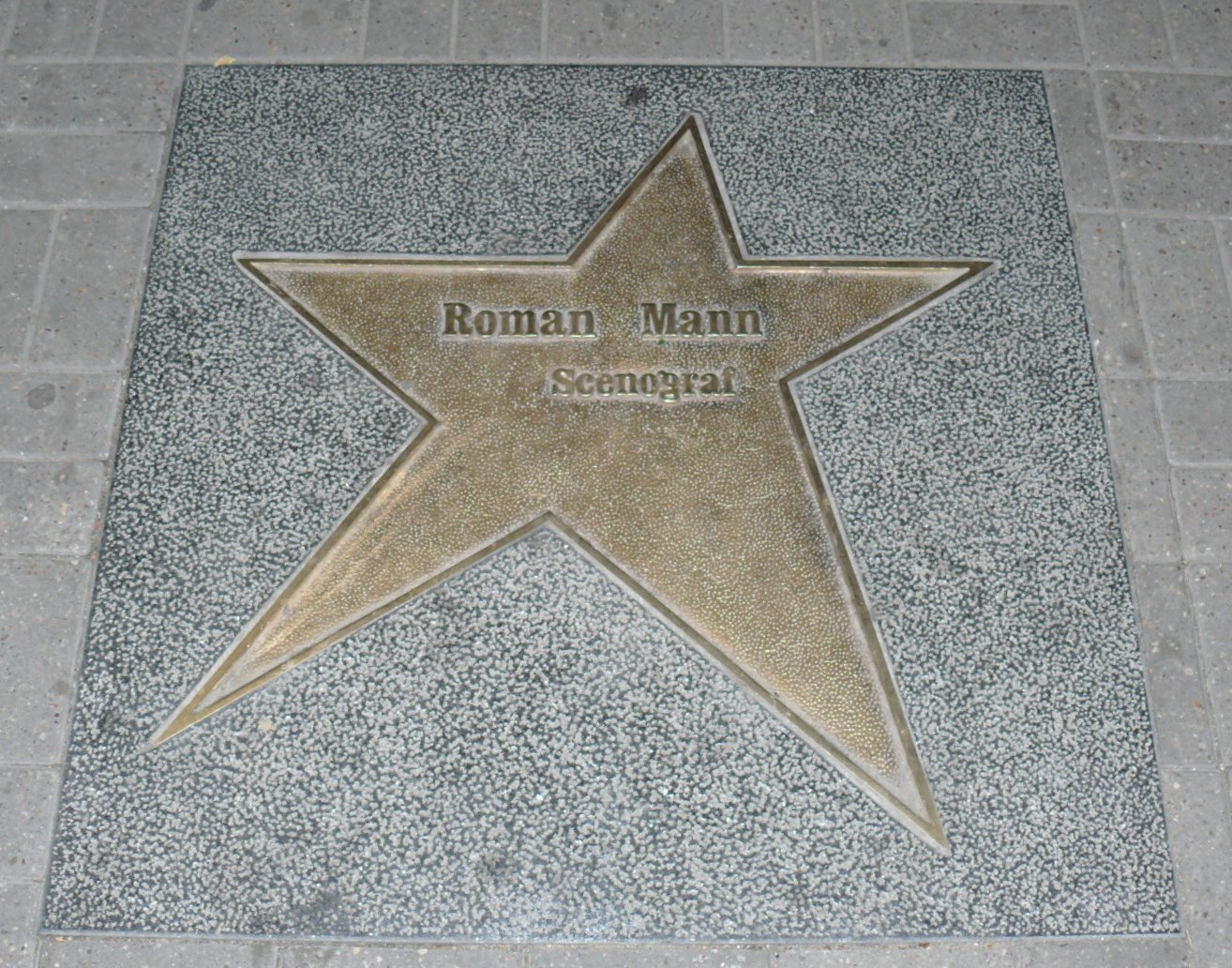
Manns Stern auf dem Walk of Fame in Łódź

In den Jahren 1946 bis 1948 arbeitete er im Büro für Bauwesen in Katowice als Architekt; im Jahr 1946 entwarf er das Theater im Kohlenbecken von Sosnowiec. In den folgenden Jahren arbeitete er an konservatorisch-architektonischen Projekten für die Diözese von Łódź. Er entwarf ebenfalls eine Kirche in Zgierz und die Fassade für die Philharmonie Łódź (nicht realisiert), sowie die Innenausstattung des Saals „Malinowa“ im Grand Hotel Łódź. In den Jahren 1947 bis 1960 war er zudem als Filmarchitekt bei „Film Polski“ unter Vertrag und später bei der Filmproduktion in Łódź. Von 1951 bis 1956 war er Professor und Leiter der Abteilung Innenarchitektur und Entwurfsplanung sowie der Gedenkarchitektur an der Hochschule der Schönen Künste in Lodz; von 1953 bis 1955 wurde er dann zum hiesigen Dekan der Abteilung Innenarchitektur ernannt.
1960 starb Mann in Zakopane. Er war mit Lidwina (geb. Müller), einer Kostümdesignerin beim Film, verheiratet und hatte zwei Söhne, Marek (1942) (Maler, Grafiker, Illustrator) und Paul (1945) (Archäologe und Filmemacher).

## Filmografie (Auswahl)
- 1947: Die letzte Etappe (Ostatni etap)
- 1948: Stalowe serca
- 1949: Das Haus in der Einöde (Dom na pustkowiu)
- 1950: Die Teufelsschlucht (Czarci źleb)
- 1951: Warschauer Premiere (Warszawska premiera)
- 1951: Der erste Start (Pierwszy start)
- 1952: Chopins Jugend (Młodość Chopina)
- 1954: Abenteuer in Marienstadt (Przygoda na Mariensztacie)
- 1954: Eine Generation (Pokolenie)
- 1954: Eines Menschen Weg (Celuloza)
- 1954: Unter dem phrygischen Stern (Pod gwiazda frygijska)
- 1955: Karriere (Kariera)
- 1955: Zaczarowany rower
- 1956: Der Schatten (Cien)
- 1957: Der Mann auf den Schienen (Człowiek na torze)
- 1957: Der Kanal (Kanał)
- 1957: Wracks (Wraki)
- 1957: Das wahre Ende des großen Krieges (Prawdziwy koniec wielkiej wojny)
- 1958: Verregneter Juli (Deszczowy lipiec)
- 1958: Der achte Wochentag (Ósmy dzień tygodnia)
- 1958: Asche und Diamant (Popiół i diament)
- 1959: Streit um Basie (Awantura o Basie)
- 1960: Auf Wiedersehen bis morgen (Do widzenia, do jutra)
- 1960: Die Kreuzritter (Krzyzacy)
- 1961: Mutter Johanna von den Engeln (Matka Joanna od aniolów)